# Mestoklema tuberosum
Mestoklema tuberosum är en isörtsväxtart som först beskrevs av Carl von Linné, och fick sitt nu gällande namn av Nicholas Edward Brown och Hugh Francis Glen. Mestoklema tuberosum ingår i släktet Mestoklema och familjen isörtsväxter. Utöver nominatformen finns också underarten M. t. macrorrhizum.